# 칠원 분기점
칠원 분기점(漆原分岐點, Chirwon Junction, 칠원JC)은 경상남도 함안군 칠원읍 오곡리에 설치된, 남해고속도로와 중부내륙고속도로가 만나는 분기점이다. 2001년 11월 8일에 개통되었다.

## 연혁
- 2001년 11월 8일 : 마산외곽고속도로 개통과 함께 영업 개시[1]

## 구조물 정보
- 위치: 경상남도 함안군 칠원읍 오곡리

## 접속하는 노선

### 순천・부산방면
- 남해고속도로 (31번)

### 창원・양평방면
- 중부내륙고속도로 (2번)

## 구조
변형된 트럼펫형 교차로이다. 남해고속도로와 중부내륙고속도로 양평 방향의 진출입은 자유로우나, 그 외의 경우는 진출입이 불가능하다.